# A16高速公路 (葡萄牙)
A16高速公路（葡萄牙語：A16），是葡萄牙里斯本大區的高速一條公路，呈東西走向。西起阿卡比德榭，東至蓬蒂尼亞，全長27.3公里。
全線設有十八處交流道。2009年9月30日全線完工。延伸至里斯本市區路段工程目前暫停。